# Cuiller
Cuiller (franz. für Löffel) ist ein nicht mehr im Gebrauch befindliches Volumen- und Flüssigkeitsmass.
- Genf: 1 Cuiller = 1/16 Quarteron[1]/grosses Quart = 0,1406 Liter
  - Genf: 1 Quarteron = 2 Potts = 16 Cuiller = 113 3/7 Pariser Kubikzoll = 2,25 Liter[2]